# Szereg genetyczny
Szereg genetyczny – zbiór związków chemicznych, w którym każdy związek różni się określoną grupą funkcyjną w taki sposób, że jest pochodną związku poprzedzającego, a zmiana grupy funkcyjnej związana jest z konkretną reakcją chemiczną. Przykładem takiego zbioru jest szereg etanol (CH
3−OH), aldehyd octowy (CH
3−CHO), kwas octowy (CH
3−COOH), które w każdym przypadku łączy reakcja utleniania.